# La Chanson du panier à fleur
Pour plus de détails, voir Fiche technique et Distribution.
La Chanson du panier à fleur (花籠の歌, Hanakago no uta) est un film japonais réalisé par Heinosuke Gosho et sorti en 1937.

## Synopsis
Dans le quartier de Ginza à Tokyo, le restaurant de tonkatsu (porc pané et frit) de Keizo Mori et de sa fille Yōko ne désemplit pas. Le cuisinier zainichi, M. Lee, est secrètement amoureux de Yōko, mais celle-ci est également courtisée par deux étudiants, Ono et son ami Hotta. Yōko est bouleversée lorsqu'Ono est arrêté, suspecté du meurtre d'une femme qu'il a jadis connu.

## Fiche technique

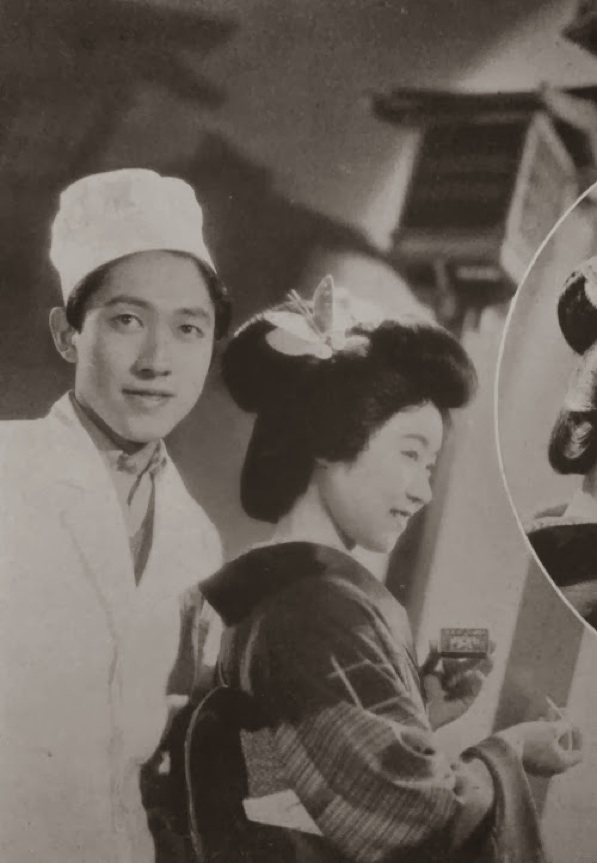
Shin Tokudaiji et Kinuyo Tanaka.

- Titre : La Chanson du panier à fleur
- Titre original : 花籠の歌 (Hanakago no uta?)[1]
- Réalisation : Heinosuke Gosho
- Scénario : Heinosuke Gosho, Kōgo Noda et Fumitaka Iwasaki
- Photographie : Masao Saitō et Hideo Shigehara
- Montage : Minoru Shibuya
- Direction artistique : Yoneichi Wakita
- Musique : Kohei Kubota
- Société de production : Shōchiku (Studio Ōfuna)
- Pays d'origine : Empire du Japon
- Langue originale : Japonais
- Format : noir et blanc - 1,37:1 - 35 mm - Son mono
- Genre : comédie dramatique
- Durée : 69 minutes
- Date de sortie :
  - Empire du Japon : 14 janvier 1937[2]

## Distribution
- Kinuyo Tanaka : Yōko Mori
- Shūji Sano : Susumu Ono, un étudiant
- Chishū Ryū : Nenkai Hotta, un étudiant
- Shin Tokudaiji : M. Lee, le cuisinier (Ri-san)
- Reikichi Kawamura : Keizo Mori, le père de Yōko
- Hideko Takamine : Hamako, la jeune sœur de Yōko
- Fumiko Okamura : Okiku, la tante de Yōko
- Reikō Tani : Tomitarō, l'oncle de Yōko
- Yaeko Izumo : Oteru, la serveuse du restaurant
- Tatsuo Saitō : commissaire de police
- Kanji Kawahara : un policier
- Kenji Ōyama : un client
- Akio Isono : un commis

## Autour du film
Selon Arthur Nolletti, La Chanson du panier à fleur, cette comédie shomingeki qui porte l'inimitable signature de Heinosuke Gosho, est un travail parfaitement réussi, même s'il n'a pas la profondeur d'un film comme La Femme de la brume. La date de sortie du film, le 14 janvier se situe la veille du yabuiri, qui est un jour de congé accordé aux domestiques au Japon. Par le choix de cette date, le studio Shōchiku visait un succès rapide au box-office avec cette histoire d'amour servie par un trio d'acteurs populaires que sont Kinuyo Tanaka, Shūji Sano et Reikichi Kawamura.
Pendant le tournage du film, Heinosuke Gosho contracte la tuberculose, et devant lutter contre la maladie, il ne tournera plus pendant trois ans.